# Collection (альбом Дайан Шуур)
Collection — первый сборник американской певицы и пианистки Дайан Шуур, выпущенный в 1989 году на лейбле GRP Records по итогам первых пяти её альбомов.

## Отзывы критиков
| Оценки критиков                   | Оценки критиков |
| Источник                          | Оценка          |
| --------------------------------- | --------------- |
| AllMusic                          | [ 1 ]           |
| The Encyclopedia of Popular Music | [ 2 ]           |

Ричард С. Джинелла из AllMusic отметил, что то, что было собрано здесь, часто производит впечатление: её богатый, полный голос звучит на тщательно обработанном, прекрасно записанном фоне (с использованием настоящих или электронных струнных), перекликается с некоторыми прекрасными биг-бэндами или напоминает джаз-фанкстеров 80-х годов.

## Список композиций
1. «Love Dance» (Иван Линс, Витор Мартинс, Пол Уильямс) — 5:35
2. «Easy to Love» (Коул Портер) — 2:55
3. «By Design» (Винс Ди Кола, Стив Лейн, Джоди Виктор) — 3:51
4. «The Very Thought of You» (Рей Нобл) — 4:47
5. «Caught a Touch of Your Love» (Джеймс Бест, Крейг Бикхардт, Джек Келлер) — 3:03
6. «How Long Has This Been Going On?» (Джордж Гершвин, Айра Гершвин) — 4:22
7. «Louisiana Sunday Afternoon» (Франн Голд, Питер Айверс) — 4:49
8. «Come Rain or Come Shine» (Гарольд Арлен, Джонни Мерсер) — 4:24
9. «Sure Thing» (Айра Гершвин, Джером Керн) — 3:15
10. «Teach Me Tonight» (Сэмми Кан, Джин Де Пол) — 3:54
11. «Funny (But I Still Love You)» (Рэй Чарльз) — 3:52
12. «I’ll Close My Eyes» (Бадди Кей, Билли Рид) — 4:19

## Чарты
| Чарт (1989)                     | Высшая позиция |
| ------------------------------- | -------------- |
| США (Billboard Top Jazz Albums) | 8              |